# Bunjevci (Vrbovsko)
 Bunjevci  falu Horvátországban, a Tengermellék-Hegyvidék megyében. Közigazgatásilag  Vrbovskóhoz tartozik.

## Fekvése
Fiumétól 48 km-re keletre, községközpontjától 9 km-re északnyugatra, a 3-as számú főút mellett fekszik.

## Története
A településnek 1880-ban 128, 1910-ben 174 lakosa volt. Trianonig Modrus-Fiume vármegye Vrbovskói járásához tartozott. 2011-ben 35 lakosa volt.